# Gijsbertus Martinus van der Linden
Gijsbertus Martinus van der Linden (Dordrecht, 9 september 1812 - 's-Gravenhage, 4 april 1888) was een Nederlands politicus en Thorbeckiaans Tweede Kamerlid.
Van der Linden was een trouwe medestander van Thorbecke, die met enkele onderbrekingen bijna veertig jaar politiek actief was als Tweede Kamerlid. Hij was een scherpzinnig rechtsgeleerde en welsprekende advocaat, die in zijn betogen vaak kwinkslagen ten beste gaf. Van 1863 tot 1888 was hij bovendien landsadvocaat; de eerste vijftien jaar samen met Abraham de Pinto. Hij hield de toespraak bij de onthulling van het standbeeld voor Thorbecke in Amsterdam. Hij was de vader van Pieter Cort van der Linden.

## Tweede Kamer
| Periode |
| --- |
| 13-02-1849 t/m 19-08-1850 07-10-1850 t/m 19-09-1852 20-09-1852 t/m 25-04-1853 13-02-1855 t/m 19-09-1858 20-09-1858 t/m 14-09-1862 15-09-1862 t/m 09-01-1864 16-02-1864 t/m 18-09-1866 19-09-1866 t/m 30-09-1866 19-11-1866 t/m 02-01-1868 25-02-1868 t/m 19-09-1869 20-09-1869 t/m 14-09-1873 |